# ميكا نيوتن
ميكا نيوتن (بالأوكرانية: Міка Ньютон)‏ (و. 1986  م) هي مغنية، وممثلة أوكرانية، ولدت في بورشتين، شاركت في مسابقة الأغنية الأوروبية 2011.

## روابط خارجية
- ميكا نيوتن على موقع IMDb (الإنجليزية)
- ميكا نيوتن على موقع ميوزك برينز (الإنجليزية)
- ميكا نيوتن على موقع ديسكوغز (الإنجليزية)